# Project Rocket / Fall Out Boy
Project Rocket / Fall Out Boy es el primer EP split creado por las bandas Project Rocket y Fall Out Boy, publicado por el sello Uprising Records en mayo de 2002. Fue el primer lanzamiento de ambos grupos. Para agosto de 2008 había vendido 25 000 copias en los Estados Unidos.

## Lista de canciones
| Project Rocket / Fall Out Boy |                               |          |  |
| N.º                           | Título                        | Duración |  |
| 1.                            | «Formula for Love»            | 2:31     |  |
| 2.                            | «You Charlatan»               | 3:14     |  |
| 3.                            | «Someday»                     | 2:31     |  |
| 4.                            | «Growing Up»                  | 2:53     |  |
| 5.                            | «Switchblades and Infidelity» | 3:13     |  |
| 6.                            | «Moving Pictures»             | 3:33     |  |
| 17:51                         |                               |          |  |

## Varios
- Las primeras tres canciones son de Project Rocket y las tres últimas son de Fall Out Boy, las cuales usarían en su futuro disco Fall Out Boy's Evening Out With Your Girlfriend.
- Andrew Hurley, en ese entonces baterista de Project Rocket, era el baterista parcial de Fall Out Boy, después de unos cambios de alineación en la banda, Hurley se convirtió en un integrante oficial.
- Jared Logan, productor del álbum, toco la batería para Fall Out Boy en la grabación.

## Personal
Fall Out Boy
- Patrick Stump: voz
- Pete Wentz: bajo y coros
- Joe Trohman: guitarra principal
- T.J. Kunasch: guitarra rítmica.

Músico adicional:
- Jared Logan: batería y producción.

Project Rocket
- T.J. Minich: voz y guitarra rítmica.
- Seth Lingebrigston: guitarra
- Andrew Hurley: batería
- Kyle Johnson: bajo y coros.